# 非情歌
非情歌，是香港流行研究之中的一個名詞，從字面看，就是在愛情以外，其他題材的歌曲，假如依照這個字面解，即包括勵志、人生哲理、親情、人與人之間的疏離、社會時事及時弊、流行現象、世界大事、本土意識（如果用在香港的話，就是「香港意識」，屬於這一類的非情歌為數亦不少，其中最為人熟悉的，有羅文的《獅子山下》和許冠傑的《鐵塔凌雲》、《同舟共濟》）等等。

## 非情歌運動
非情歌運動是80年代中期，香港填詞界的一個新浪潮，詞人盧國沾因為厭倦長期大量地寫作男女愛情為題材的歌詞，提倡要在非情歌的領域上，尋求新的突破，其中最具代表性的作品，有以下幾首：
- 麥潔文的《螳螂與我》、《唐吉訶德》
- 甄妮的《夢想號黃包車》
- 譚詠麟的《傲骨》
- 盧冠廷的《小鎮》
- 張學友的《恕難從命》

同一時期較具代表性的作品（其他詞人作品）：
- 羅文的《浪淘沙》（鄭國江填詞）
- 鍾鎮濤的《曾經》（林夕開山之作）
- 林子祥的《誰能明白我》（鄭國江填詞）
- 翁倩玉的《信》（鄭國江填詞）
- 蔡國權的《童年》（黃霑填詞）
- 徐小鳳的《順流逆流》（蔡國權包辦作曲填詞）

時值樂隊熱潮，市場上逐漸出現反映社會價值觀的歌曲，再加上女詞人小美帶來的自傳式歌曲風格，非情歌掀起了第二波，並持續至九十年代初期樂隊熱潮衰落為止。
這段時期由小美填詞的非情歌代表作如下：
- 羅文的《幾許風雨》
- 譚詠麟的《無言感激》
- 張國榮的《有誰共鳴》
- 徐小鳳的《城市足印》
- 黃凱芹的《青蔥歲月》
- 藍戰士（Blue Jeans）的《人到無求》
- Beyond的《真的愛妳》、《不再猶豫》
- 草蜢的《心中的歌》

同期較具代表性的作品（其他詞人作品）如下：
- 林子祥的《真的漢子》（鄭國江填詞）
- 許冠傑的《同舟共濟》（歌者包辦作曲填詞）
- 譚詠麟的《你知我知》（林振強填詞）
- 蔡國權的《天意人心》（潘源良填詞）
- 盧冠廷的《但願人長久》（唐書琛填詞）
- 徐小鳳的《文明淚》（向雪懷填詞）
- 陳百強的《我的故事》（向雪懷填詞）
- 張學友的《天變地變情不變》（唐書琛填詞）
- 關淑怡的《地老天荒》（唐書琛填詞）
- 黃凱芹的《平常心》（歌者包辦填詞）
- Beyond的歌曲（例如《現代舞台》、《大地》、《衝開一切》、《光輝歲月》、《俾面派對》、《Amani》、《長城》、《海闊天空》）
- 太極樂隊的《吶喊》、《迷途》、《全人類高歌》、《樂與悲》（因葵填詞）、《沉默風暴》（潘偉源填詞）、《一切為何》、《頂天立地》（林振強填詞）
- 達明一派的《天問》、《天花亂墜》（周耀輝填詞）、《繼續追尋》、《今天應該很高興》、《十個救火的少年》（潘源良填詞）、《今夜星光燦爛》、《馬路天使》（陳少琪填詞）
- 藍戰士的《人生酒庫》（林振強填詞）

## 非情歌復辟
隨著傳統情歌市場壟斷，引致歌路風格嚴重侷限於K歌，同一時間愈來愈多獨立音樂人嶄露頭角，他們認為主流情歌以外，還應該有人生哲理、社會現況及自傳形式等的歌曲，於是非情歌運動在2005年陳奕迅《U87》大碟推出後重新啟動。
同期較具代表性的作品：
- 陳奕迅的《夕陽無限好》（林夕填詞）、「男玩四部曲」《葡萄成熟時》、《人車誌》、《沙龍》、陀飛輪（黃偉文填詞）、《無條件》（潘源良填詞）
- 古巨基《時代》的全部歌曲（大碟同名歌曲由林夕填詞）
- 容祖兒的《我好得閒》（黃偉文填詞）
- 周國賢的「我們．今生．在」：《我們都不是無辜的》、《今生不回家》、《在天之靈》（黃偉文填詞）
- 菊梓喬的《七歲》（Oscar填詞）、《手中沙》、《沒完沒了》（張美賢填詞）
- Dear Jane的《銀河修理員》（黃偉文填詞）
- Supper Moment的歌曲（例如《最後晚餐》、《小伙子》、《無盡》、《幸福之歌》、《說再見了吧！》、《大丈夫》）

## 個人觀點
個別人士認為，非情歌是常被邊緣化的題材。從這方面可以看出，一個時期內有多少非情歌，就象徵著這個時期對另類題材的接納程度和胸襟，故此非情歌的質量，就是樂壇多元性的指標。

## 外部連結
- 20年前的非情歌運動（文匯報） （页面存档备份，存于）